# Джиро деи Три Маре
Джиро деи Три Маре (итал. Giro dei Tre Mari) — шоссейная многодневная велогонка, проходившая по территории Италии.

## История
Гонка была проведена всего четыре раза. При этом она проходила нерегулярно (только первые две гонки прошли подряд) и просуществовала тридцать лет.
Название происходит от того факта, что маршрут пролегал через три моря южной Италии — Адриатическое море, Ионическое море и Тирренское море. Tre Mari в переводе с итал. — «три моря». Дистанция гонки состояла от 9 до 13 этапов.
Итальянец Оттавио Пратези одержал итоговые победы на двух гонках, а также выиграл восемь этапов. Его соотечественник Джузеппе Пиффери отметился пятью победами на этапах, став вторым по этому показателю. Бельгиец Юбер Дельтур стал единственным иностранным велогонщиком, кому удалось стать лучшим на этапах. Он трижды праздновал успех на этапах и все в 1938 году.

## Призёры
| Год                      | Победитель       | Второй            | Третий              |
| ------------------------ | ---------------- | ----------------- | ------------------- |
| 1919                     | Оттавио Пратези  | Эберардо Павези   | Ринальдо Спинелли   |
| 1920                     | Оттавио Пратези  | Джошуа Ломбарди   | Пьетро Аймо         |
| 1921-1937 не проводилась |                  |                   |                     |
| 1938                     | Энрико Молло     | Вальтер Дженерати | Аттилио Мазарати    |
| 1939-1948 не проводилась |                  |                   |                     |
| 1949                     | Паскуале Форнара | Альдо Ронкони     | Вирджилио Салимбени |